# Bettina Lentz
Bettina Lentz (* 29. Mai 1962) ist eine deutsche Politikerin der SPD und als politische Beamtin seit dem 13. November 2017 Staatsrätin in der Finanzbehörde in Hamburg.
Bettina Lentz ist Volkswirtin und seit 1988 in der Hamburgischen Verwaltung auf verschiedenen Positionen tätig. Nachdem sie das Trainee-Programm für Nachwuchskräfte in der Informations- und Kommunikationstechnik der Freien und Hansestadt Hamburg absolviert hatte, leitete sie zunächst das Projekt „Automation Mahnverfahren“ in der Justizbehörde, ehe sie zwischen 1993 und 2003 verschiedene Leitungsposten im damaligen Landesamt für Informationstechnik (LIT) übernahm und dort zuletzt als stellvertretende Leiterin tätig war.
Nach Gründung der Dataport Anstalt öffentlichen Rechts durch den Zusammenschluss der Datenzentrale Schleswig-Holstein (DZ-SH) mit dem Landesamt für Informationstechnik (LIT) sowie der Abteilung für Informations- und Kommunikationstechnik des Senatsamtes für Bezirksangelegenheiten im Jahre 2004 wurde sie dort zur Bereichsleiterin Service und Finanzen bestellt.
2010 kam Lentz zurück in die Hamburger Verwaltung und wurde stellvertretende Leiterin des Personalamtes. Nach Ausscheiden des Vorgängers wurde ihr im Jahre 2012 die Leitung des Personalamtes übertragen. Am 13. November 2017 wurde sie schließlich zur Staatsrätin in der Hamburger Finanzbehörde ernannt.